# 竹林院 (真田信繁正室)
竹林院（ちくりんいん）は、日本の安土桃山時代から江戸時代初期にかけての女性。大谷吉継の娘。真田信繁の正室。

## 生涯
豊臣氏の家臣・大谷吉継の子として生まれたとされるが、母親は不詳であり、妹あるいは姪を養女にしたという説も強い。実名は不詳。
父・吉継が病に伏し、豊臣政権から離脱したとみられる文禄3年（1594年）頃以前の天正年間に、真田信繁に嫁いだとみられ、小田原征伐前後ともいわれる。信繁は真田家の人質として豊臣秀吉のもとに遣わされており、秀吉の上意による政略結婚とみられ、有力奉行である吉継と縁者との結びつきは真田家の豊臣政権下の基盤強化に貢献することになる。
慶長5年（1600年）、関ヶ原の戦いで父と夫が西軍についたため、義父・真田昌幸の正室山手殿と共に実父の吉継に保護された。戦後は信繁に随行して九度山（和歌山県九度山町）に幽閉される。九度山での生活は厳しかったらしく、伝承では彼女自ら上田地域の紬技術を応用した真田紐を考案したとされ、家臣たちに行商させて生計を支えた。徳川方の監視は厳しかったが、九度山で長男と次男を産み、さらに他の側室の子も引き取って養育しており、家庭的には恵まれていたようである。
慶長19年（1614年）の大坂冬の陣では夫と共に大坂城内に拝領した屋敷に入る。しかし、慶長20年（1615年）5月7日に大坂夏の陣で信繁が戦死すると、子女を連れて大坂城から落ちるが、徳川家康に命じられた紀伊藩主・浅野長晟の捜索により、5月19日に紀伊伊都郡で娘あくり（あぐりとも）と3人の侍に警護されて隠れていたのを発見され、5月20日に京都の家康に引き渡された。信繁が豊臣秀頼から拝領し、大坂入城直前に渡していた来国俊の脇差と黄金57枚は没収となり、長晟に下賜されてしまうが、赦免され剃髪する。石川貞清の保護を受けたらしく、その後は京で暮らしている。
慶安2年（1649年）5月18日に京都で死去。戒名は竹林院殿梅渓永春大姉。墓所は臨済宗妙心寺塔頭大珠院に信繁、幸昌と共にある。

## 家系
子に信繁の四女・あくり（あぐり、蒲生郷喜室）、嫡男・大助（真田幸昌）、次男・大八（片倉守信）、六女・阿菖蒲（片倉定広室）、七女・おかね（石川重正室、または石川貞清室）。信繁の三女・阿梅 も竹林院を母とする説がある。

## 登場する作品
- 『真田太平記』（1985年、NHK新大型時代劇、演：中村久美）
- 『家康が最も恐れた男 真田幸村』（1998年、テレビ東京・12時間超ワイドドラマ 演：水島かおり）
- 『真田丸』（2016年、NHK大河ドラマ、演：松岡茉優）
- 『戦国大戦』（2013年、セガ・インタラクティブ、アーケードゲーム、声：三澤紗千香、五十嵐裕美、田村ゆかり）